# Rivoli sportif
Le Rivoli sportif est un club amateur français de cyclisme, club amateur sur piste et sur route de l'entre-deux-guerres.

## Histoire
Rivoli sportif est fondé en 1921 sur l'initiative de M. Cazalis, aidé d'André Trialoux qui en prend la direction sportive. Ce club du centre de Paris obtient de suite une certaine notoriété. L'ardeur du début s'estompe bientôt, malgré le dévouement du président Thomas, qui ne peut vaincre les difficultés financières qui freinent les clubs à un moment quelconque de leur existence. 1925-26-27 furent les années les plus dures pour les couleurs du Rivoli-Sportif. En 1928, faute de matériel, les meilleurs représentants abandonnent les couleurs du Rivoli.
En mai 1928, Pierre Lézié, prend la direction du club. Il tente d'infuser un sang nouveau au club dont il porta les couleurs et dont il était le vice-président depuis deux ans. Il réussit grâce à l'appui de ses amis Marcel Huot, René Hamel, Charles Loen, du constructeur Lacroix, qui, lui fournit du matériel, de remonter une équipe.
En 1931, Raymond Louviot, sous les couleurs de Rivoli Sportif, finit 3e de Paris-Belfort.
En 1931, le bilan est de : 21 victoires et 7 challenges. 1932, malgré de sérieuses difficultés monétaires, lui permet d'enregistrer 16 victoires et 10 challenges sur la route, 26 victoires sur la piste, avec l'aide des constructeurs, MM. Lacroix, Chopin, Rambeau.
En 1932, André Trialoux abandonne Rivoli Sportif pour créer l'« Union Vélocipédique de Paris » où beaucoup de coureurs le suivent .
En 1936, Rivoli Sportif participe aux contrôles du Critérium des Porteurs de Journaux
Rivoli Sportif a continué son activité jusque dans les années 1960.

## Présidents
- Thomas
- 1928 : Pierre Lézié
- 1932 : René Lézié ; vice présidents, MM. Jamain et Mercier ; secrétaire, M. Deville ; secrétaire-adjoint, M. Rayet ; trésorier, M. Bertrand ; trésorier adjoint, M. Cassan[note 2].

## Coureurs ayant couru sous les couleurs de Rivoli Sportif
- Jean Aerts[2]
- Romain Bellenger[2]
- Auguste Mallet[7]
- Robert Jacquinot[2]
- Lucien Lauk
- Raymond Louviot[8]
- Ernest Terreau[2],[9]

## Palmarès
- Challenge du Prix Lacroix 1930[10]

## Courses organisée
- Critérium de printemps 1922[11]